# Ap Bokto
Ap Bokto é um filme de animação 3D butanês de 2014. Foi dirigido e produzido por Karma Dhendup, sob distribuição do estúdio Athang Animation Studio, sendo a primeira obra cinematográfica animada do Butão e também a primeira produção a abordar um conto popular butanês, o qual conta a história de Ap Bokto, um homem que caça vários animais selvagens para se alimentar.
A dublagem do filme é realizada por Phurba Thinley, que dá voz ao protagonista. De forma geral, Ap Bokto foi recebido positivamente pela mídia e pelo público, chegando a ser repercutido em festivais de cinema europeus.

## Elenco
- Phurba Thinley - Ap Bokto[1]

## Produção
O orçamento do filme foi de 4,5 milhões ngúltrumes e o filme demorou dois anos para ser concluído, entre a pré-produção, a organização, a dublagem e a divulgação de estreia. A equipe de produção foi composta por trinta pessoas, divididos entre ilustradores, roteiristas, diretores, produtores, idealizadores e dubladores. O próprio presidente do estúdio de animação Athang Animation Studios, Karma Dhendup foi o responsável pela direção e produção de Ap Bokto. A duração do filme é de 53 minutos.

## Lançamento
Ap Bokto foi lançado originalmente na capital do Butão, Thimphu, em setembro de 2014. Também foi programado para ser exibido em Dzongkhag e Lhuntse, outras regiões do país; mas, após uma informação de vazamento de cenas não-autorizadas do filme antes da estreia, sua transmissão foi cancelada previamente. Uma investigação foi conduzida pelo estúdio de animação e suspeitou que a pessoa responsável pelo vazamento do filme veio do escritório do estúdio e, dias depois, a controvérsia foi solucionada. Em março de 2015, após o lançamento inicial, a equipe de produção adicionaram referências em língua inglesa no filme.
O filme foi recebido de forma positiva pelo público butanês, especialmente por crianças. Por volta de março de 2015, a obra, incluindo os produtos lançados juntamente com a divulgação, rendeu aos envolvidos no projeto cerca de 40% do orçamento de 4,5 milhões ngúltrumes. Cerca de 4.700 dos 5.000 quadrinhos foram vendidos. Karma Dhendup recebeu convites de festivais de cinema europeus, devido ao sucesso do filme.